# Bangerz Tour
Tournées par Miley Cyrus
Gypsy Heart Tour
(2011) Milky Milky Milk tour
Le Bangerz Tour est la quatrième tournée de l'artiste Miley Cyrus à l'occasion de la sortie de son album Bangerz. 
La tournée est officiellement annoncée en octobre 2013. Elle débute le 14 février 2014 à Vancouver.
Par suite de problèmes de santé, Miley Cyrus a dû reporter des dates en Amérique du Nord au mois d'août 2014.
Un DVD du concert est prévue pour le 24 mars 2015.

## Préambule

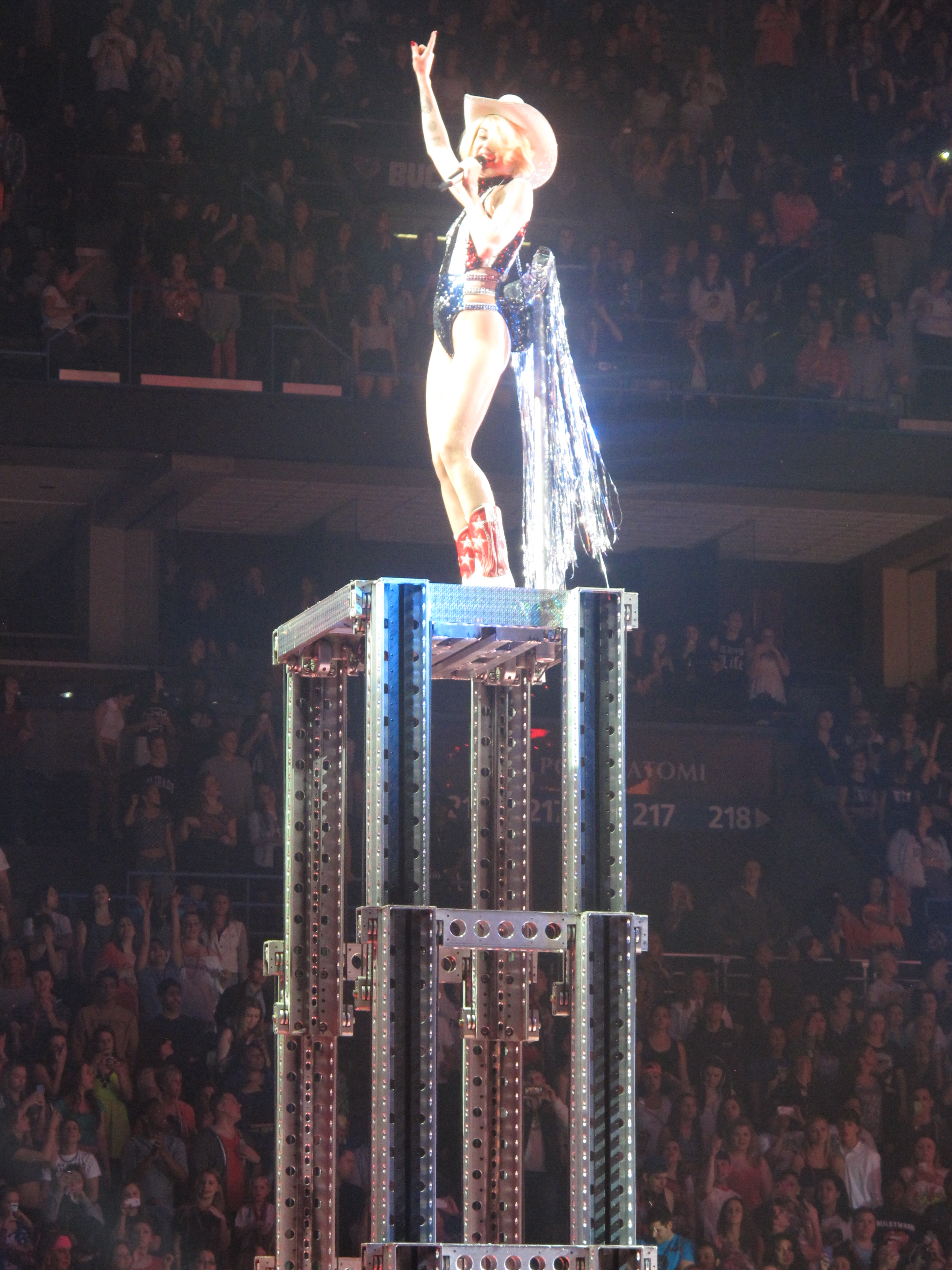
Miley Cyrus durant une représentation du Bangerz Tour

Le 26 octobre 2013, Cyrus participe à Saturday Night Live et annonce qu'elle sera en tournée l'année suivante. D'après le New York Post, les entreprises promotrices de concerts Live Nation et AEG Live, qui ont travaillé pour des artistes importants comme U2, Madonna, Lady Gaga, Britney Spears ou encore Michael Jackson, se sont démenées pour réussir à promouvoir la tournée de la chanteuse[pas clair]. Après des mois d'attente, l'entreprise Live Nation est finalement choisie par la chanteuse et par son label RCA Record, puisqu'elle s'est engagée à mettre à disposition 500 000 dollars par représentation.
Le 19 décembre 2013 il a été confirmé grâce à MTV que les stylistes The Blonds vont dessiner les costumes de Cyrus pour cette tournée. The Blonds ont déjà travaillé avec des artistes comme Beyonce, Katy Perry ou Kesha. Le 16 janvier 2014 il est annoncé que le styliste Marc Jacobs avec lequel elle a déjà travaillé, Jeremy Scott et Bob Mackie vont également dessiner une partie des costumes. En janvier 2014, l'Italien Roberto Cavalli publie quelques esquisses.

## Description

### Synopsis de la tournée

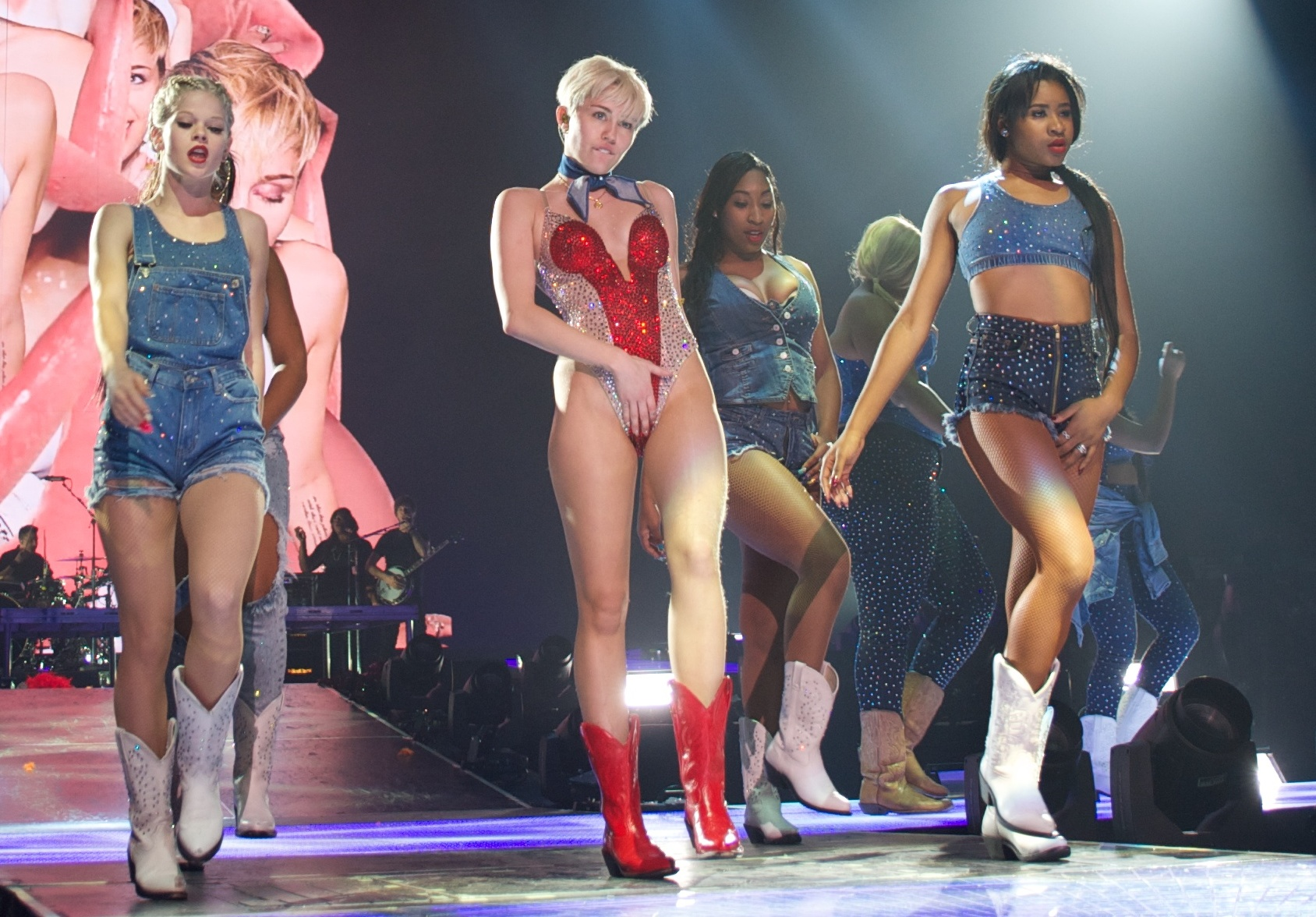
Miley Cyrus interprétant 'Do My Thang'.

Le spectacle dure deux heures et comporte neuf changements de tenue de la chanteuse au total. La scène est composée d'un grand écran de fond carré, d'une passerelle en forme d'un crucifix et une petite scène de l'autre côté du stade, dénommé « set acoustique », où Miley donne des prestations acoustiques.
Au cours de la première représentation à Vancouver le 14 février 2014, le spectacle a commencé par une vidéo d'images en noir et blanc de Miley Cyrus nue dans des poses variées. La vidéo se termine avec un gros plan de son visage en couleur. La bouche du visage s'ouvre et Miley Cyrus entre alors dans le stade à l'aide d'un toboggan en forme de langue qui sort de l'écran. Elle porte un justaucorps rouge avec des épaulettes avec des plumes (le costume vari). Le spectacle a commencé avec SMS (Bangerz), chanson en featuring avec Britney Spears qui, ici, est représenté par un danseur portant un masque avec le visage de celle-ci. Le show continue avec 4x4.
Après un bref changement de vestiaire pour un body avec imprimé de feuilles de marijuana, elle revient en chantant Love Money Party, installée sur un SUV en or. Big Sean est, ici, représenté par une marionnette géante.
Par la suite, elle interprète My Darlin' et Maybe You're Right. Après une courte pause, Cyrus revient sur scène avec une tenue en cuir rouge pour interpréter FU  puis une version dance/country de Do My Thang et enfin #GETITRIGHT avec des images de sucreries projetées sur l'écran. Ensuite, elle apparaît avec une tenue composée de plumes noires et blanches pour chanter Can't Be Tamed. Pendant cette représentation, il y a sur scène un chien de grande taille : c'est sa mascotte qui représente son propre chien, Floyd. Ensuite elle change de tenue pour une robe noire signée Marc Jacobs. Durant la réalisation de Adore You, Miley Cyrus encourage les membres du public à s'embrasser s'ils apparaissent à l'écran. Ensuite Drive est interprété avec un jeu de lumières spectaculaire. Puis elle se déplace sur l'autre scène pour un « set acoustique » vêtue d'un tee-shirt montrant son propre visage tirant la langue pour interpréter Rooting For My Baby et des versions de Hey Ya! d'Outkast et Jolene de Dolly Parton. Le spectacle continue avec la chanson 23, de Mike Will Made It en featuring avec Cyrus, suivi de On My Own, où elle danse avec ses danseurs déguisés en animaux, puis Someone Else où elle survole la salle sur un hot dog géant. Cyrus termine le show avec ses succès We Can't Stop, et Wrecking Ball habillée d'un body blanc. Pour le final, elle revient sur la scène dans un vêtement bleu et rouge, représentation du drapeau américain (le costume et de la couleur du drapeau du pays visité), pour interpréter Party in the U.S.A, et finir le concert avec des feux d'artifice et des confettis en grande quantité.

## Réception et critiques

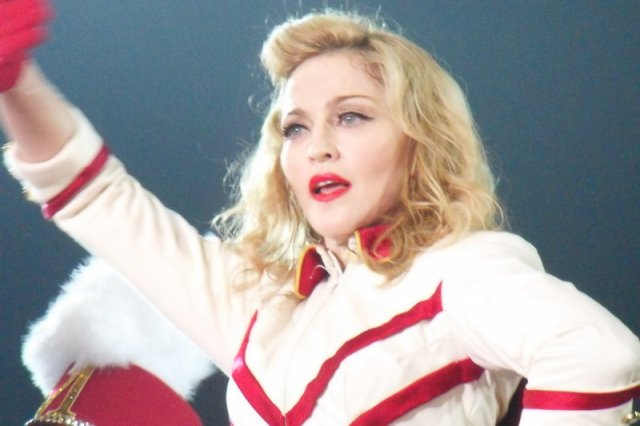
Miley est comparée à Madonna.

Depuis le lancement du Bangerz Tour dans la ville de Vancouver, la tournée a reçu des critiques généralement positives.
Mike Wass du magazine "Idolator" a décrit son comportement comme « étrange mais merveilleux ». Il a apprécié que toutes les espiègleries de Miley sur la tournée provenaient du personnage qu'elle incarnait en 2013 et le fait qu'elle réalise principalement des pistes de "Bangerz".
Denise Sheppard, rédactrice du magazine Rolling Stone, a remarqué que Miley mettait plus l'accent sur ses talents vocaux que sur son comportement controversé durant la tournée. Elle a de plus félicité Miley pour ses charmants goûts musicaux qu'elle utilise durant les sessions acoustiques du concert en reprenant certains classiques des plus grands auteurs.
Le magazine "Weekly Entertainment" a tenu à saluer la grande qualité vocale de Cyrus et la qualité du spectacle, en donnant 5 raisons d'aller voir son show.
Cependant, dans une critique plus mitigée, Francois Marchand de "The Vancouver" a affirmé que Miley est "une artiste pop dans un paquet brillant pour attirer l'attention", et que le résultat n'était pas "l'évolution de la pop ou encore l'autonomisation féminine" mais "le capitalisme au travail".

## Premières parties
- Icona Pop - (Amérique du Nord)
- Sky Ferreira - (Amérique du Nord et Europe)
- Lily Allen accompagne la chanteuse à partir du mois de juillet, pour une période indéterminée à ce jour.

## Liste des chansons
1. "SMS (Bangerz)"
2. "4x4"
3. "Love Money Party"
4. "My Darlin'"
5. "Maybe You're Right"
6. "FU"
7. "Do My Thang"
8. "#GETITRIGHT"
9. "Can't Be Tamed"
10. "Adore You"
11. "Lucy in the sky with diamonds"
12. "Drive"
13. "Rooting for My Baby"
14. "Jolene" (reprise de Dolly Parton)
15. "Hey Ya!" (reprise de OutKast)
16. "23"
17. "On My Own"
18. "Someone Else"
19. "We Can't Stop"
20. "Wrecking Ball"
21. "Party in the U.S.A."

## Dates et lieux des concerts
| Date                       | Ville                 | Pays             | Salle                             | Affluence       | Revenu      |
| -------------------------- | --------------------- | ---------------- | --------------------------------- | --------------- | ----------- |
| Étape 1 - Amérique du Nord |                       |                  |                                   |                 |             |
| 14 février 2014            | Vancouver             | Canada           | Rogers Arena                      |                 |             |
| 16 février 2014            | Tacoma                | États-Unis       | Tacoma Dome                       |                 |             |
| 20 février 2014            | Anaheim               | États-Unis       | Honda Center                      |                 |             |
| 22 février 2014            | Los Angeles           | États-Unis       | Staples Center                    | 15 440 / 15 440 | 1 180 766 $ |
| 24 février 2014            | Oakland               | États-Unis       | Oracle Arena                      |                 |             |
| 25 février 2014            | San José              | États-Unis       | SAP Center at San Jose            |                 |             |
| 27 février 2014            | Phoenix               | États-Unis       | US Airways Center                 |                 |             |
| 1er mars 2014              | Las Vegas             | États-Unis       | MGM Grand Garden Arena            |                 |             |
| 4 mars 2014                | Denver                | États-Unis       | Pepsi Center                      |                 |             |
| 6 mars 2014                | Omaha                 | États-Unis       | CenturyLink Center Omaha          |                 |             |
| 7 mars 2014                | Rosemont              | États-Unis       | Allstate Arena                    |                 |             |
| 9 mars 2014                | Milwaukee             | États-Unis       | BMO Harris Bradley Center         |                 |             |
| 10 mars 2014               | Saint Paul            | États-Unis       | Xcel Energy Center                |                 |             |
| 12 mars 2014               | Dallas                | États-Unis       | American Airlines Center          | 14 136 / 14 136 | 911 689 $   |
| 13 mars 2014               | Tulsa                 | États-Unis       | BOK Center                        |                 |             |
| 15 mars 2014               | San Antonio           | États-Unis       | AT&T Center                       |                 |             |
| 16 mars 2014               | Houston               | États-Unis       | Toyota Center                     |                 |             |
| 18 mars 2014               | La Nouvelle-Orléans   | États-Unis       | New Orleans Arena                 |                 |             |
| 20 mars 2014               | Tampa                 | États-Unis       | Tampa Bay Times Forum             |                 |             |
| 22 mars 2014               | Miami                 | États-Unis       | American Airlines Arena           |                 |             |
| 24 mars 2014               | Orlando               | États-Unis       | Amway Center                      | 10 821 / 12 434 | 699 649 $   |
| 25 mars 2014               | Atlanta               | États-Unis       | Philips Arena                     |                 |             |
| 29 mars 2014               | Montréal              | Canada           | Centre Bell                       | 15 100 / 15 100 | 1 115 660 $ |
| 31 mars 2014               | Toronto               | Canada           | Centre Air Canada                 | 16 623 / 16 623 | 1 202 660 $ |
| 2 avril 2014               | Boston                | États-Unis       | TD Garden                         |                 |             |
| 3 avril 2014               | East Rutherford       | États-Unis       | Izod Center                       |                 |             |
| 5 avril 2014               | New York              | États-Unis       | Barclays Center                   |                 |             |
| 8 avril 2014               | Raleigh               | États-Unis       | PNC Arena                         |                 |             |
| 10 avril 2014              | Washington, D.C.      | États-Unis       | Verizon Center                    |                 |             |
| 12 avril 2014              | Auburn Hills          | États-Unis       | The Palace of Auburn Hills        | 15 637 / 15 637 | 1 011 923 $ |
| 13 avril 2014              | Columbus              | États-Unis       | Value City Arena                  |                 |             |
| Étape 2 - Europe           |                       |                  |                                   |                 |             |
| 6 mai 2014                 | Londres               | Royaume-Uni      | O2 Arena                          | 12 806 / 16 088 | 1 221 720 $ |
| 10 mai 2014                | Leeds                 | Royaume-Uni      | First Direct Arena                |                 |             |
| 12 mai 2014                | Glasgow               | Royaume-Uni      | The SSE Hydro                     |                 |             |
| 14 mai 2014                | Manchester            | Royaume-Uni      | Phones 4u Arena                   | 8 658 / 10 371  | 795 424 $   |
| 16 mai 2014                | Birmingham            | Royaume-Uni      | National Indoor Arena             |                 |             |
| 19 mai 2014                | Belfast               | Irlande du Nord  | Odyssey Arena                     | 5 703 / 7 000   | 543 706 $   |
| 20 mai 2014                | Dublin                | Irlande          | The O2 Arena                      | 7 362 / 8 477   | 686 532 $   |
| 23 mai 2014                | Montpellier           | France           | Park&Suites Arena                 |                 |             |
| 24 mai 2014                | Lyon                  | France           | Halle Tony-Garnier                |                 |             |
| 26 mai 2014                | Cologne               | Allemagne        | Lanxess Arena                     |                 |             |
| 28 mai 2014                | Oslo                  | Norvège          | Telenor Arena                     |                 |             |
| 30 mai 2014                | Stockholm             | Suède            | Ericsson Globe                    |                 |             |
| 1er juin 2014              | Helsinki              | Finlande         | Hartwall Arena                    |                 |             |
| 4 juin 2014[B]             | Copenhague            | Danemark         | Forum Copenhagen                  |                 |             |
| 6 juin 2014                | Francfort-sur-le-Main | Allemagne        | Festhalle                         |                 |             |
| 7 juin 2014                | Zurich                | Suisse           | Hallenstadion                     | 12 628 / 13 000 | 1 230 050 $ |
| 8 juin 2014                | Milan                 | Italie           | Mediolanum Forum                  |                 |             |
| 10 juin 2014               | Vienne                | Autriche         | Wiener Stadthalle                 |                 |             |
| 13 juin 2014               | Barcelone             | Espagne          | Palau Sant Jordi                  |                 |             |
| 15 juin 2014               | Lisbonne              | Portugal         | MEO Arena                         |                 |             |
| 17 juin 2014               | Madrid                | Espagne          | Palacio de los Deportes           |                 |             |
| 20 juin 2014[B]            | Anvers                | Belgique         | Sportpaleis                       | 16 740 / 18 936 | 1 187 240 $ |
| 22 juin 2014[C]            | Amsterdam             | Pays-Bas         | Ziggo Dome                        |                 |             |
| Étape 3 - Amérique du Nord |                       |                  |                                   |                 |             |
| 1er août 2014[D]           | Uniondale             | États-Unis       | Nassau Veterans Memorial Coliseum |                 |             |
| 2 août 2014[E]             | Philadelphie          | États-Unis       | Wells Fargo Center                |                 |             |
| 4 août 2014                | Pittsburgh            | États-Unis       | Consol Energy Center              |                 |             |
| 6 août 2014[F]             | Charlotte             | États-Unis       | Time Warner Cable Arena           |                 |             |
| 7 août 2014[G]             | Nashville             | États-Unis       | Bridgestone Arena                 |                 |             |
| 9 août 2014[H]             | Louisville            | États-Unis       | KFC Yum! Center                   |                 |             |
| 10 août 2014[I]            | Saint-Louis           | États-Unis       | Scottrade Center                  |                 |             |
| 12 août 2014[J]            | Kansas City           | États-Unis       | Sprint Center                     |                 |             |
| 14 août 2014               | Chicago               | États-Unis       | United Center                     |                 |             |
| Étape 4 - Amérique Latine  |                       |                  |                                   |                 |             |
| 11 septembre 2014          | San Juan              | Porto Rico       | Coliseo José Miguel Agrelot       | 4 411 / 6 400   | 458 793 $   |
| 16 septembre 2014          | Monterrey             | Mexique          | Monterrey Arena                   |                 |             |
| 17 septembre 2014          | Monterrey             | Mexique          | Monterrey Arena                   |                 |             |
| 18 septembre 2014          | Mexico                | Mexique          | Arena Ciudad de México            |                 |             |
| 18 septembre 2014          | Guadalajara           | Mexique          | Auditorio Telmex                  |                 |             |
| 24 septembre 2014          | Brasilia              | Brésil           | Nilson Nelson Gymnasium           |                 |             |
| 26 septembre 2014          | São Paulo             | Brésil           | Arena Anhembi                     | 13 229 / 32 528 | 1 516 560 $ |
| 28 septembre 2014          | Rio de Janeiro        | Brésil           | Praça da Apoteose                 | 10 712 / 31 543 | 1 043 660 $ |
| 1er octobre 2014           | Santiago              | Chili            | Movistar Arena                    |                 |             |
| 3 octobre 2014             | Buenos Aires          | Argentine        | Estadio G.E.B.A.                  |                 |             |
| Étape 5 - Australie        |                       |                  |                                   |                 |             |
| 8 octobre 2014             | Auckland              | Nouvelle-Zélande | Vector Arena                      | 11 833 / 11 833 | 1 226 230 $ |
| 10 octobre 2014            | Melbourne             | Australie        | Rod Laver Arena                   | 12 472 / 12 472 | 1 356 320 $ |
| 15 octobre 2014            | Brisbane              | Australie        | Brisbane Entertainment Centre     | 11 059 / 11 758 | 1 082 370 $ |
| 17 octobre 2014            | Sydney                | Australie        | Allphones Arena                   | 15 308 / 15 635 | 1 510 970 $ |
| 20 octobre 2014            | Adélaïde              | Australie        | Adelaide Entertainment Centre     | 7 264 / 8 311   | 603 030 $   |
| 23 octobre 2014            | Perth                 | Australie        | Perth Arena                       | 12 554 / 12 822 | 1 021 350 $ |

### Particularités, annulations et reports de certains concerts
A Concert annulé, la chanteuse souffrant de sévères réactions allergiques.
B Initialement prévu le 4 mai 2014, ce concert a été reporté au 20 juin 2014, la chanteuse souffrant de sévères réactions allergiques.
C Initialement prévu le 2 mai 2014, ce concert a été reporté au 22 juin 2014, la chanteuse souffrant de sévères réactions allergiques.
D Initialement prévu le 24 avril 2014, ce concert a été reporté au 1er août 2014, la chanteuse souffrant de sévères réactions allergiques.
E Initialement prévu le 22 avril 2014, ce concert a été reporté au 2 août 2014, la chanteuse souffrant de sévères réactions allergiques.
F Initialement prévu le 7 avril 2014, ce concert a été reporté au 6 août 2014, la chanteuse souffrant de sévères réactions allergiques.
G Initialement prévu le 18 avril 2014, ce concert a été reporté au 7 août 2014, la chanteuse souffrant de sévères réactions allergiques.
H Initialement prévu le 19 avril 2014, ce concert a été reporté au 9 août 2014, la chanteuse souffrant de sévères réactions allergiques.
I Initialement prévu le 16 avril 2014, ce concert a été reporté au 10 août 2014, la chanteuse souffrant de sévères réactions allergiques.
J Initialement prévu le 15 avril 2014, ce concert a été reporté au 12 août 2014, la chanteuse souffrant de sévères réactions allergiques.
Note : les chiffres de l'affluence et de la recette pour chaque concert sont révélés par Billboard.

## Box office
| Ville          | Lieu                          | Tickets Vendus          | Recette      |
| -------------- | ----------------------------- | ----------------------- | ------------ |
| Los Angeles    | Staples Center                | 15,440 / 15,440 (100%)  | 1 180 766 $  |
| Dallas         | American Airlines Center      | 14,136 / 14,136 (100%)  | 911 689 $    |
| Orlando        | Amway Center                  | 10 821 / 12 434 (87%)   | 699 649 $    |
| Montréal       | Centre Bell                   | 15 100 / 15 100 (100%)  | 1 115 660 $  |
| Toronto        | Centre Air Canada             | 16 623 / 16 623 (100%)  | 1 202 660 $  |
| Auburn Hills   | The Palace of Auburn Hills    | 15 637 / 15 637 (100%)  | 1 011 923 $  |
| Londres        | The O2 Arena                  | 12 806 / 16 088 (80%)   | 1 221 720 $  |
| Manchester     | Phones 4u Arena               | 8 658 / 10 371 (83%)    | 795 424 $    |
| Belfast        | Odyssey Arena                 | 5 703 / 7 000 (81%)     | 543 706 $    |
| Dublin         | 3Arena                        | 7 362 / 8 477 (87%)     | 686 532 $    |
| Zurich         | Hallenstadion                 | 12 628 / 13 000 (97%)   | 1 230 050 $  |
| Anvers         | Sportpaleis                   | 16 740 / 18 936 (88%)   | 1 187 240 $  |
| San Juan       | Coliseo de Puerto Rico        | 4 411 / 6 400 (69%)     | 458 793 $    |
| São Paulo      | Arena Anhembi                 | 13 229 / 32 528 (41%)   | 1 516 560 $  |
| Rio de Janeiro | Praça da Apoteose             | 10 712 / 31 543 (34%)   | 1 043 660 $  |
| Auckland       | Vector Arena                  | 11 833 / 11 833 (100%)  | 1 226 230 $  |
| Melbourne      | Rod Laver Arena               | 12 472 / 12 472 (100%)  | 1 356 320 $  |
| Brisbane       | Brisbane Entertainment Centre | 11 059 / 11 758 (94%)   | 1 082 370 $  |
| Sydney         | Allphones Arena               | 15 308 / 15 635 (98%)   | 1 510 970 $  |
| Adélaïde       | Adelaide Entertainment Centre | 7 264 / 8 311 (87%)     | 603 030 $    |
| Perth          | Perth Arena                   | 12 554 / 12 822 (98%)   | 1 021 350 $  |
| TOTAL          | TOTAL                         | 274 437 / 370 615 (78%) | 62 900 000 $ |